# Жалсапов, Базар Батоболотович
База́р Батоболо́тович Жалса́пов (род. 1986, с.Челутай, Агинский Район) — российский борец вольного стиля выступавший за сборную России, чемпион Европы 2006 года среди юниоров (Венгрия), серебряный призер Чемпионата России 2013 (Красноярск). Обладатель кубка европейских нации (Москва).
В 2018 году успешно дебютировал в ММА в российском промоушене FC Baikal MMA Pro league.
Мастер спорта России международного класса.

## Карьера
FC Baikal MMA Pro league.
Первый бой Базару дался на FC Baikal Selection-2 где он выиграл своего соперника решением судей, таким образом дебютировав в смешанных единоборствах￼￼
Статистика в смешанных единоборствах
| Боёв 1   | Побед 1 | Поражений 0 |
| -------- | ------- | ----------- |
| Нокаутом | 0       | 0           |
| Сдачей   | 0       | 0           |
| Решением | 1       | 0           |

| Результат | Рекорд | Соперник      | Способ         | Турнир                | Дата            | Раунд | Время | Место           | Примечание        |  |
| --------- | ------ | ------------- | -------------- | --------------------- | --------------- | ----- | ----- | --------------- | ----------------- |  |
| Победа    | 1-0    | Хабиб Ортуков | Решением Судей | FC Baikal Selection-2 | 24 февраля 2018 | 3     | 9:00  | Иркутск, Россия | Дебютировал в ММА |  |

## Биография
Родился 5 мая 1986 года в селе Челутай Агинского района. Образование высшее, является воспитанником заслуженного тренера  РФ Б. Б. Базарова и тренера Ф. Н. Махутова. Завершил спортивную карьеру в 2014-м году. Является тренером по вольной борьбе первого клуба смешанных единоборств в Бурятии. Клуб "Аварга"
В 2018 году успешно дебютировал в MMA. Выиграв Таджикского бойца Хабиба Ортуков на FC Baikal Selection-2.

## Спортивные достижения
- Победитель первенств России по вольной борьбе 2004, 2005 г.
- Чемпион Европы среди юниоров 2006 г. (Венгрия).
- Серебряный призер турнира серии Гран-при «Иван Ярыгин» 2007 г.
- Двукратный Чемпион международного турнира на призы президента республики Бурятия 2006, 2007гг.
- Чемпион турнира на призы братьев Белоглазовых 2008 г. (Калининград).
- Бронзовый призер турнира серии Голден Гран-при «Иван Ярыгин» 2013 г. (Красноярск).
- Серебряный призер чемпионата России 2013 г. (Красноярск).
- Победитель матчей встречи сборная России – сборная мира в рамках Всемирных игр боевых искусств 2013 г. (Санкт-Петербург).
- Обладатель Кубка европейских наций 2013 г. (Москва).
- Многократный победитель Всероссийского турнира памяти героя СССР Базара Ринчино (Агинское).